# Никкин-мару
«Никкин-мару» (яп. 日錦丸) — японское военное транспортное судно времен Второй Мировой войны. Потоплено американской подводной лодкой Tang 30 июня 1944 года. Все находившиеся на борту 3219 человек считаются погибшими.

## История постройки
Судно было построено под именем West Ivan в 1920 году в Сиэтле на верфи J. F. Duthie & Company по заказу американской корпорации United States Shipping Board Merchant Fleet Corporation. В 1928 году было переименовано в Golden West, в 1937 году — Canadian. В 1941 году судно было конфисковано Японией для нужд военно-морского флота, получив название «Хокусей-мару» (яп. 北星丸), затем — «Никкин-мару».

### Потопление
30 июня 1944 года судно «Никкин-мару» перевозило приблизительно 3200 человек личного состава 23-й армии из Кореи в Японию. В Жёлтом море, к западу от корейского города Мокпхо, шедшее без эскортного сопровождения судно было обнаружено патрулировавшей этот район американской подлодкой Tang. Первая атака не была удачной. Выпустив мимо две торпеды из надводного положения, лодка была вынуждена совершить экстренное погружение, чтобы избежать поражения глубинными бомбами. После всплытия Tang продолжила преследование транспорта и с расстояния около 700 метров пустила ещё одну торпеду. «Никкин-мару» разломилось надвое и стремительно затонуло в точке 35°05′ с. ш. 125°00′ в. д.. Предположительно, никому из 3219 перевозимых солдат и членов экипажа не удалось спастись.